# Araneus marmoroides
Araneus marmoroides är en spindelart som beskrevs av Schenkel 1953. Araneus marmoroides ingår i släktet Araneus och familjen hjulspindlar. Inga underarter finns listade i Catalogue of Life.